# Beleg van Goes
Het Beleg van Goes (in Spaans perspectief "Bevrijding van Goes" genoemd) vond in twee termijnen plaats op 20 - 21 oktober en 27 - 30 oktober 1572 tijdens de Tachtigjarige Oorlog. De Nederlandse rebellen (Geuzen) werden geleid door Jerome Tseraert die het westelijk deel van Zeeland wilde ontzetten dat nog in handen was van de Spaansgezinden, en onder bevel van Cristóbal de Mondragón stond. Mondragon bevrijde eind oktober 1572 de stad Goes van de opkomende Geuzen.

## Achtergrond
Na de inname van Vlissingen stroopten de geuzen Walcheren af en wisten ze de bevolking achter zich te krijgen, al ging dit gepaard met brute rooftochten, kerkelijke plunderingen en vernielingen. Tseraert kreeg het commando over een leger Nederlandse rebellen, waarmee hij een aanval op Middelburg uitvoerde, dat echter mislukte. Wel werd op 29 april Arnemuiden en op 4 mei Veere ingenomen.
Vanuit Veere vertrokken er een honderdtal Geuzen naar het eiland Wolphaartsdijk. Daar werd geplunderd, geroofd en enkele dijken doorgestoken om de Spanjaarden te saboteren. Vooral het plaatsje Oud-Sabbinge had het zwaar te verduren onder de Geuzen. Er kwamen steeds meer Geuzen aan, waaronder Tseraert, die het eiland Wolphaarts gebruikte als basis voor het beleg van Goes

## Beleg
Op de ochtend van 20 oktober gaf Tseraert het bevel om de hoofdpoort van de stad te beschieten. Vanaf de stadsmuren van Goes ("tergoes""), dat furieus verdedigd werd onder leiding van de Spanjaard Isidro Pacheco, werd het vuur ook geopend en tegen het einde van de ochtend was Tseraert al zeker een honderdtal mannen kwijt. 's Avonds werd een nieuwe aanval gedaan. Stormladders werden tegen de stadsmuren gezet, maar mede doordat ze te kort waren, geraakten de manschappen niet over de muur. Door munitie tekorten trokken de Geuzen zich terug in de ochtend van 21 oktober.
De rebellen trokken terug naar Walcheren om te groeperen en aan munitie te komen. Zoutelande werd ingenomen door de Geuzen, waarna de groep onder Tseraert, rond 26 a 27 oktober opnieuw verscheen aan de poorten van Goes. Deze keer met duizenden mensen waaronder een contignent van 1500 Engelse huursoldaten onder Thomas Morgan gestuurd door Elizabeth I van Engeland. Wederom beschoten zij de stad en er vonden daarnaast kleine schermutselingen plaats. Tseraert kreeg hulp van Bartholt Entens van Mentheda die met zeven vendels Goes bereikte via de noordkant om de rebellen te bevoorraden. De munitie raakte opnieuw snel op, maar de geuzen leken de stad in te geraken. Vanuit Bergen op Zoom kwam er echter op (29 à 30 oktober) een Spaans leger aan van circa 3000 manschappen onder leiding van Cristóbal de Mondragón. Deze moesten door ondergelopen terrein heen om de stad te bereiken. Na een kort gevecht vluchtten de rebellen terug naar Walcheren. Er zouden 700 geuzen omgekomen zijn tijdens het beleg en ontzet.

## Nasleep
Nadat de Mondragón met succes de Geuzen verdreef uit Goes, werd hij door de Hertog van Alva benoemd tot stadhouder van Zeeland. Hij vestigde zich in Middelburg om de stad door de bestormingen en belegeringen (1572-1574) bij te staan. Echter verloor hij na twee jaar de steden Middelburg (1574) en Goes (1576), en moest zich in 1576 helemaal terugtrekken naar Bergen op Zoom. Tseraert en volgelingen richtten zich na het beleg van Goes op Middelburg, maar dit mislukte opnieuw. De Geuzen voerden nog wel plunderingen uit op het Vlaamse platteland in het najaar van 1572.

## Kaarten & Prenten

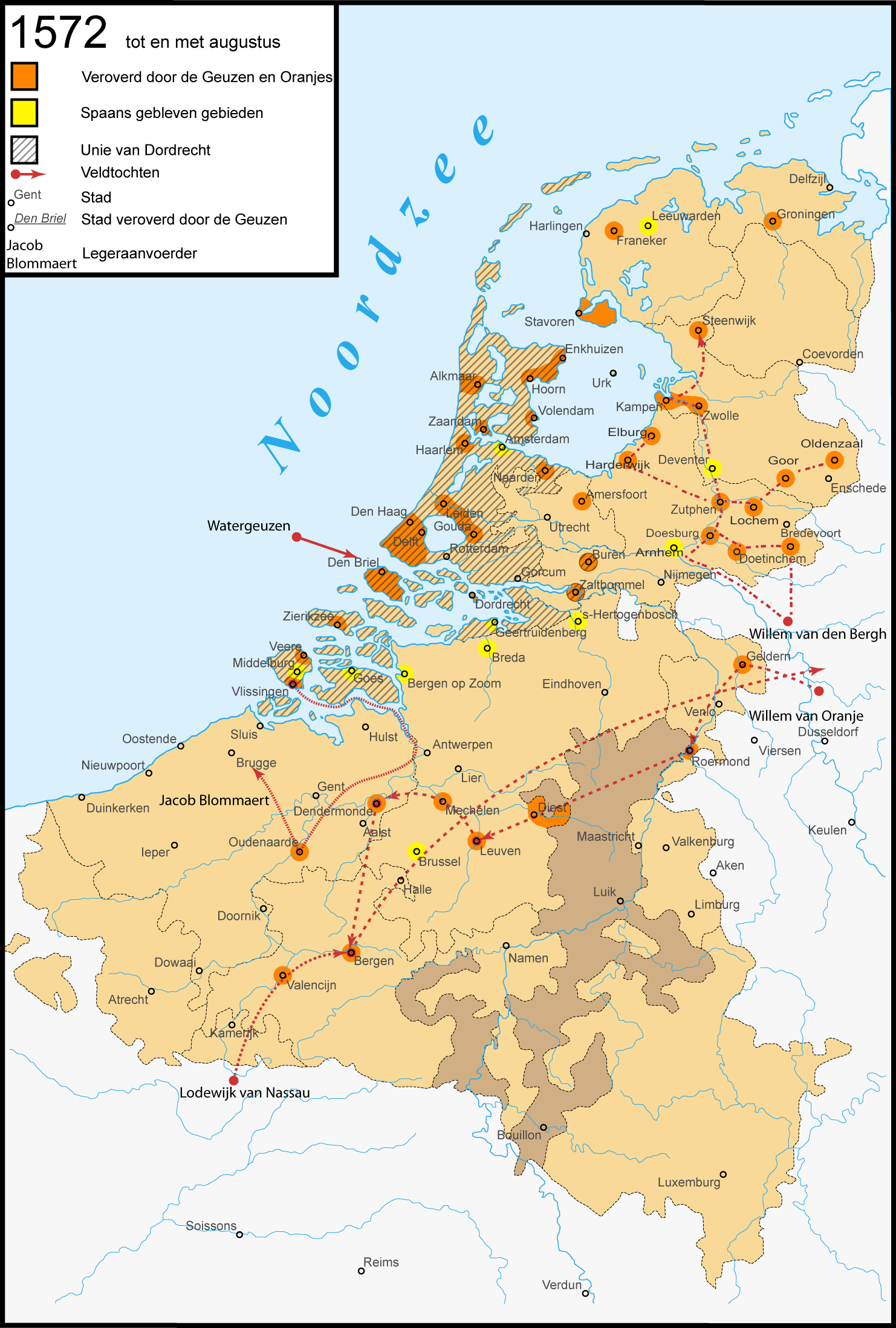
Situatie in 1572.
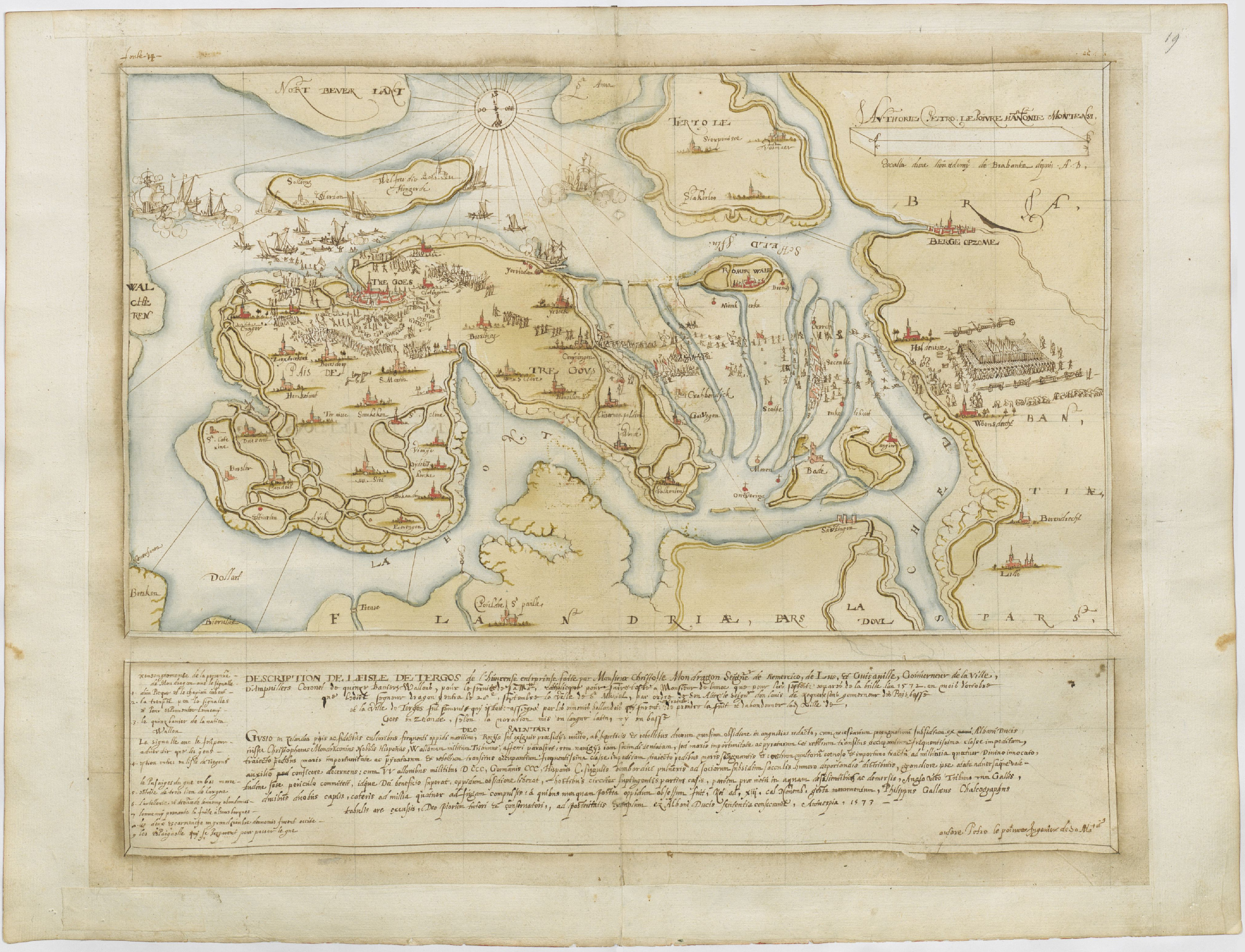
Tocht der Spanjaarden richting Goes